# Pampero
Pampero – chłodny wiatr wiejący z południa nad pampasami w Argentynie i Urugwaju. Występuje od czerwca do października, wieje od kilku godzin do kilku dni, niesie dużo pyłu. Powoduje gwałtowny spadek temperatury powietrza. W rejonie Buenos Aires pojawia się średnio w roku 12 razy, a w okolicach Montevideo ponad 16 razy. Nazwą pampero są określane także wiatry wiejące z kierunku północno-zachodniego w zimie (lipiec-wrzesień) na wybrzeżu Argentyny i Urugwaju oraz w Paragwaju. Wiatr ten, często gwałtownie wieje na niskim poziomie podczas przejścia chłodnego i aktywnego frontu atmosferycznego.